# ザ・マネーゲームII 兜町の奇跡
『ザ・マネーゲームⅡ 兜町の奇跡』（ザ マネーゲーム ツー かぶとちょうのきせき）は、1989年12月20日に日本のソフエルから発売されたファミリーコンピュータ用経営シミュレーションゲーム。北米では『Wall Street Kid』のタイトルで発売された。
同社による『ザ・マネーゲーム』（1988年）の続編。主人公である「みなせ」を操作し、大富豪であるベネディクト家から6000億ドル相続金を入手する事を目的としている。
開発はソフエルが行い、脚本は後にスーパーファミコン用ソフト『拳闘王ワールドチャンピオン』（1992年）を手掛けた松沢博、原画は漫画『名探偵コナン 特別編』（1994年 - ）を手掛けた漫画家の山㟁栄一が担当している。また北米版の音楽はディスクシステム用ソフト『ココナワールド』（1987年）を手掛けた村井俊夫が担当している。

## ゲーム内容
日米における2つのバージョンのストーリーラインは異なるが、オフィスのレイアウトやスキームはほぼ同じである。北米のプレイヤーとの関連性を高めるために、表面的な変更のみが行われた。これらのゲームはどちらも、プレイヤーが自分のアバターを行使してデートに出かけることを期待している。
プレイヤーは、大富豪のベネディクト家から6000億ドル（現在の1兆1741億7218万5430ドルに相当）の相続金を手に入れるために、50万ドルの元手を100万ドルに増やし、自分の価値を証明しなければならない。アメリカの株式市場への投資に成功すると、週末に買い物に出かけたり、家などの高価なものを手に入れたりできるような報酬が得られる。株式市場に上場している企業名は、ゲーム発売時に実際に活動していたアメリカの企業名を少し変えたものである。また、プレイヤーは恋人に甘えることも推奨されている。プレイヤーがボートや家などの重要アイテムに必要な資金を調達できないと、株式仲買人が家族から勘当され、ゲームは終了する。

## スタッフ
- 脚本：松沢博、????
- 企画：山口裕司、ヤヤヤの正、くぼっき
- 開発：篠原正義、高橋範道、杉坂浩一、ドラゴン高橋、土津完保、山本忠行
- 原画：山㟁栄一
- CAD：野村浩己、野村忠雄
- 音楽：大藤由美子
- 監修：伊賀武

## 評価
日本においてはゲーム誌『ファミコン通信』の「クロスレビュー」にて合計23点（満40点）、『ファミリーコンピュータMagazine』の読者投票による「ゲーム通信簿」での評価は以下の通り、15.48点（満30点）と低評価となった。
| 項目 | キャラクタ | 音楽 | 操作性 | 熱中度 | お買得度 | オリジナリティ | 総合  |
| 得点 | 2.53       | 2.46 | 2.63   | 2.67   | 2.49     | 2.70           | 15.48 |

一方で北米においては肯定的な評価が散見され、ゲーム誌『Electronic Gaming Monthly』の「Nintendo Player」のコーナーでは、Consumer Electronics Showで見た「最もユニークなRPGの1つ」と評している。『Game Informer』は回顧的な批評で、このゲームは「おかしな会話とお金儲けの中毒性」が特徴だと書いている。一方、Allgameのジェフ・アーウィン (Jeff Irwin)は、このゲームを「スムーズで楽しい」と評し、『Brewster's Millions』と比較した。